# Samuel Eastgate
Samuel Eastgate (Pseudonym: Sam Dust) ist ein Musiker und Komponist sowie ehemaliger Sänger der Musikgruppe Late of the Pier.

## Leben
Eastgate war im Jahr 2004 an der Gründung der Indie Elektroband Late of the Pier beteiligt und deren Leadsänger. Parallel dazu startete Eastgate 2007, mit der damit einhergehenden Aufnahme der Single Engine, seine Solokarriere mit dem Projekt LA Priest. Nach der Auflösung der Musikgruppe Late of the Pier zog Eastgate nach Grönland, um sich privaten Studien zu widmen. Nach seinem Umzug nach Welshpool in Wales veröffentlicht Eastgate im Jahr 2015, erneut unter dem Projektnamen LA Priest, das Album InJi, sowie diverse Singleauskopplungen.
Im Jahr 2016 entstand das Projekt Soft Hair gemeinsam mit dem Musiker Connan Mockasin. Im selben Jahr erschien ein Album gleichen Namens sowie eine Singleauskopplung.

## Diskografie (Auswahl)

### Alben
- 2008: Fantasy Black Channel (Parlophone); Musikgruppe Late of the Pier
- 2015: Inji (Domino Records); Soloprojekt LA Priest
- 2016: Soft Hair (Domino Records, Weird World Records); Projekt Soft Hair in Zusammenarbeit mit Connan Mockasin
- 2020: Gene (Domino Records); Soloprojekt LA Priest

### Singles
- 2007: Engine (Phantasy Sound); Soloprojekt LA Priest
- 2014: Lady's In Trouble / Night Train (Domino Records); Soloprojekt LA Priest
- 2015: Party Zute / Learning To Love (Domino Records); Soloprojekt LA Priest
- 2015: Oino (Domino Records); Soloprojekt LA Priest